# Mancomunitat Espadà-Millars
La Mancomunitat Espadà-Millars és una mancomunitat de municipis de comarques de la Plana Baixa i l'Alt Millars, al País Valencià. La mancomunitat pren el seu nom dels elements geogràfics més importants de l'entorn: la Serra d'Espadà i el Riu Millars. Agrupa 15 municipis (Aín, L'Alcúdia de Veo, Argelita, Aiòder, Espadella, Fanzara, les Fonts d'Aiòder, Ribesalbes, Suera, Tales, Toga, Torralba, Torre-xiva, Vallat i Vilamalur) i 4.298 habitants, amb una extensió conjunta de 272,70 km². Actualment (2011) la mancomunitat és presidida per Jose Medina Lozano, del Partit Popular i regidor de l'ajuntament de Ribesalbes, aquesta té la seu administrativa i operativa a Tales. Té competències en agricultura, assessoria jurídica, comerç, cultura, defensa medi ambient, educació, esports, gabinet administratiu, gabinet tècnic, indústria, lleure, ramaderia, sanitat, serveis socials i turisme.

## Escut
L'escut oficial té el següent blasonament:
| « | Escut en forma d'ogiva. Truncat. En el primer quarter, en camper d'argent, dues muntanyes del natural i sinople respectivament. En el segon quarter, en camp d'argent, tres ones d'atzur. | » |

L'escut s'aprovà per Resolució de 29 de juny de 2007, del vicepresident primer i conseller de Presidència, publicada al DOCV núm. 5.576, de 13 d'agost de 2007. Les muntanyes i les ones són senyals parlants. Representen la serra d'Espadà i el riu Millars, elements geogràfics més representatius del seu entorn i que donen nom a la mancomunitat.